# Sinh học biển

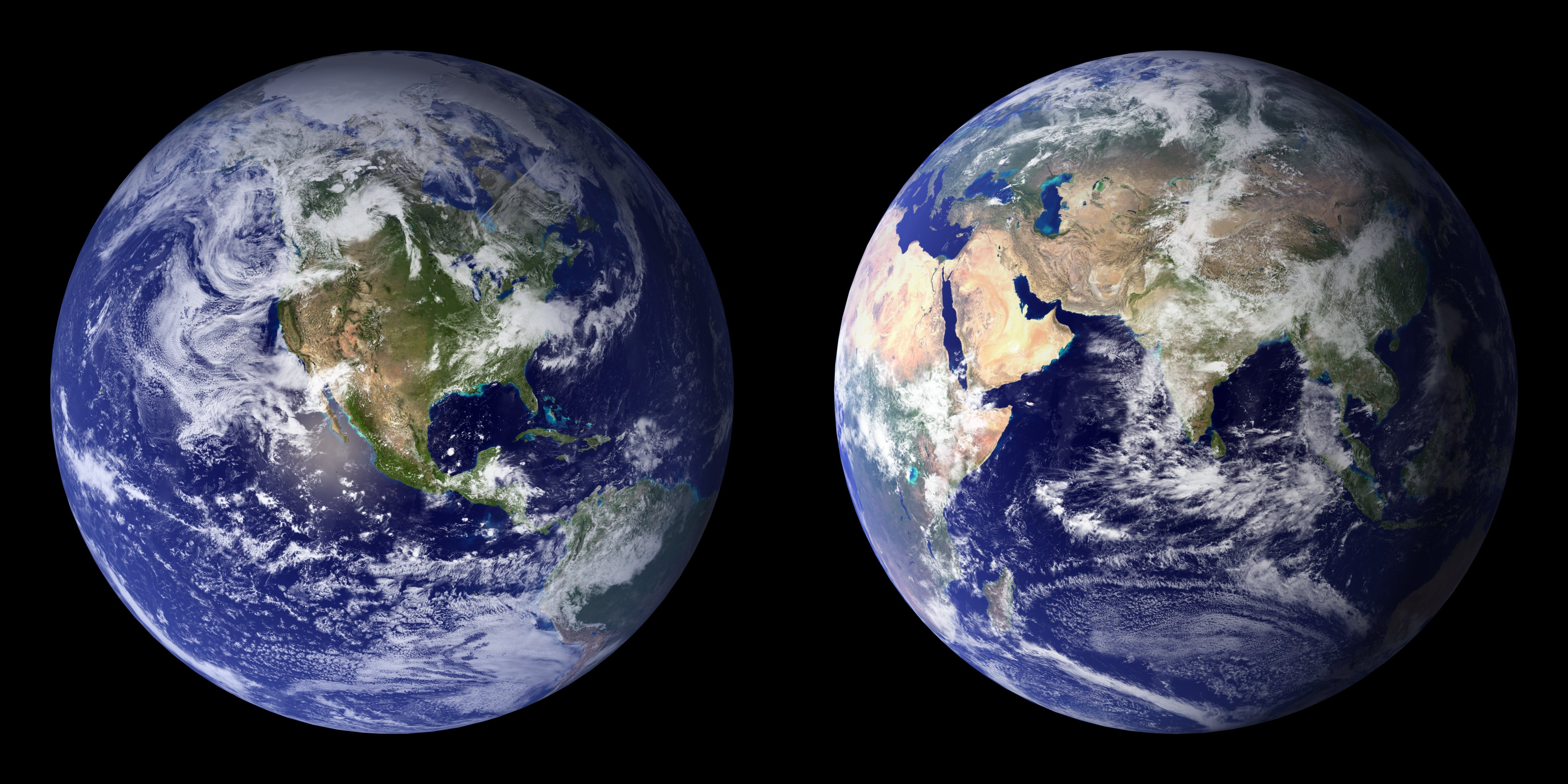
71 phần trăm bề mặt Trái Đất được bao phủ bởi đại dương, là nhà của sự sống dưới đại dương. Đại dương trung bình sâu bốn kilomet và được vây quanh bởi các đường bờ biển chạy dài 360.000 kilomet.

Sinh học biển là ngành khoa học nghiên cứu các sinh vật dưới biển. Vì trong sinh học nhiều ngành, họ và chi có một số loài sống dưới biển và một số khác sống trên đất liền nên sinh học biển chia loài dựa trên môi trường sống thay vì phân loại.
Một bộ phận lớn sự sống trên Trái Đất sống ở dưới biển. Con số chính xác của cái một bộ phận lớn này thì không rõ, vì còn rất nhiều sinh vật biển vẫn chưa được khám phá. Đại dương là một thế giới ba chiều phức tạp bao phủ xấp xỉ 71% bề mặt Trái Đất. Những sinh cảnh được nghiên cứu trong ngành sinh học biển bao gồm tất cả từ những lớp tí hon ở khu vực nước bề mặt mà các sinh vật hoặc đồ vật vô sinh có thể bị mắc kẹt do sức căng bề mặt giữa đại dương và khí quyển, cho tới độ sâu của các rãnh đại dương, đôi lúc sâu tới 10.000 mét hoặc hơn bên dưới bề mặt của đại dương. Một số sinh cảnh cụ thể có thể kể đến là rạn san hô, rừng tảo bẹ, cỏ biển, vùng xung quanh núi ngầm và miệng phun thủy nhiệt, bể thủy triều, vùng đáy bùn, cát và đầy đá, và khu vực biển khởi, nơi hiếm có đồ vật cứng và bề mặt nước là ranh giới có thể nhìn thấy được duy nhất. Các loài sinh vật được nghiên cứu bao gồm từ thực vật phù du siêu nhỏ và động vật phù du cho tới những loài cá voi khổng lồ dài 30 mét (98 foot). Sinh thái biển là ngành nghiên cứu về cách thức các sinh vật biển tương tác với nhau và môi trường.
Sự sống là một nguồn tài nguyên rộng lớn, cung cấp thức ăn, thuốc và nguyên liệu thô, đồng thời giúp hỗ trợ ngành giải trí và du lịch trên khắp thế giới. Ở cấp độ cơ sở, sự sống dưới đại dương giúp quyết định chính bản chất của hành tinh của chúng ta. Sinh vật biển đóng góp một cách quan trọng vào vòng tuần hoàn oxy, và tham gia vào sự tuần hoàn của khí hậu Trái Đất. Đường bờ biển được định hình và bảo vệ bởi sự sống dưới đại dương, và một số sinh vật biển thậm chí còn giúp tạo ra vùng đất mới.